# Hirohide Adachi
Hirohide Adachi (足立 丈英 Adachi Hirohide?), född 17 april 1999 i Hyōgo prefektur, är en japansk fotbollsspelare.
Adachi började sin karriär 2016 i Gamba Osaka.